# جورج بيزوس
جورج بيزوس (14 نوفمبر 1927 – 9 سبتمبر 2020) كان محاميًا يونانيًا من جنوب إفريقيا في مجال حقوق الإنسان قام بحملة ضد الأبارتايد في جنوب إفريقيا. عُرف عند تمثيله نيلسون مانديلا خلال محاكمة ريفونيا. أصدر تعليماته إلى مانديلا لإضافة جملة «إذا لزم الأمر» إلى عنوان محاكمته، والذي يعود الفضل إليه في تجنيبه من عقوبة الإعدام. مثّل بيزوس أيضًا عائلات نشطاء مناهضين للأبارتايد قتلوا على يد الحكومة، خلال جلسات الاستماع للجنة الحقيقة والمصالحة.

## النشأة
بيزوس هو ابن أنطونيوس «أنطوني» بيزوس، عمدة قرية فاسيليتسي الصغيرة، جنوب كوروني وكالاماتا في شبه جزيرة ميسينيا في بيلوبونيز، اليونان. وُلِد في 14 نوفمبر 1927، على الرغم من تسجيل ذلك خطأ في وثائق هويته في جنوب إفريقيا 1928، بسبب تصريح والده للسلطات عند وصوله إلى مصر.
في مايو 1941، في سن الثالثة عشرة، ساعد بيزوس ووالده سبعة جنود من الجيش النيوزيلندي (دون جلادينج، وميك كاروب، وبيتر مارتن، وجون لويس وثلاثة آخرين) كانوا يختبئون في التلال للهروب من البر اليوناني الذي تحتله ألمانيا. انطلق التسعة إلى البحر ليلًا، ببوصلة رخيصة فقط وخريطة ممزقة من أطلس، بهدف الهروب إلى جزيرة كريت. في اليوم الثاني في البحر، أخرجت الرياح العاتية الشراع عن السيطرة ومزقت قماشه. كان على الرجال أن يتناوبوا على التجديف طوال الليل حتى تمكنوا من إصلاح الشراع. في اليوم الثالث، رصدوا سفينة بعيدة. تمكنوا من جذب انتباه طاقم ما تبين أنه المدمرة البريطانية، إتش إم إس كيمبرلي، في طريقها إلى معركة كريت. بعد المعركة، أنزلته كيمبرلي هو ووالده في الإسكندرية، مصر.
باعتباره لاجئ، أُرسل بيزوس إلى اتحاد جنوب إفريقيا واستقر في ديربان. ومن هناك ذهب بالقطار إلى جوهانسبرغ، ونزل في محطة برامفونتين للسكك الحديدية. في ذلك الوقت، كانت أوسيوابراندواج، وهي مجموعة أفريكانية تتعاطف مع النازية، تتظاهر ضد وصول اللاجئين. ألقى الأوسيوابراندواج اللوم على جان سموتس لإحضاره (قمامة) أوروبا إلى جنوب أفريقيا. ساعد المجتمع اليوناني المحلي على اندماجه في المجتمع.
لم يذهب بيزوس إلى المدرسة في أول عامين له في البلاد حيث أنه لم يتحدث الإنجليزية ولا الأفريقانية. حصل على الموافقة للالتحاق بجامعة ويتواترسراند في عام 1949، حيث التقى بنيلسون مانديلا وحصل على بكالوريوس في الآداب لمدة 3 سنوات، تليها بكالوريوس في الحقوق لمدة ثلاث سنوات. خلال هذا الوقت أصبح ناشطًا سياسيًا لأول مرة، حيث انضم إلى المجلس التمثيلي للطلاب تحت قيادة هارولد وولبي.

## عمله القانوني

### فترة الأبارتايد
انضم بيزوس إلى نقابة المحامين في جوهانسبرج عام 1954. خلال خمسينيات وستينيات القرن الماضي، كان مستشارًا لمجموعة واسعة من الأشخاص المعروفين بما في ذلك تريفور هادلستون من سوفياتاون.
في محاكمة ريفونيا من عام 1963 إلى عام 1964، كان بيزوس جزءًا من الفريق الذي دافع عن نيلسون مانديلا وجوفان مبيكي ووالتر سيسولو. وحُكم على المتهمين بالسجن المؤبد، لكنهم نجوا من الإعدام. على الرغم من أنه يقال في بعض الأحيان أنه يدعي إعادة صياغة خطاب مانديلا الشهير في المحاكمة، إلا أنه يقول إن مساهمته الرئيسية كانت تقديم النصح باستخدام عبارة «إذا لزم الأمر» قبل أن يقول مانديلا إنه مستعد للموت.  يعتقد بيزوس أن هذا قد يكون ساهم في تجنب عقوبة الإعدام، من خلال جعل مانديلا يبدو أنه لا يسعى للموت. شهدت هذه المحاكمة وصول مجموعة من محامي حقوق الإنسان مثل جويل جوفي وهاري شفارتز وآرثر تشاسكالسون وهارولد هانسون.
وكان بيزوس عضوًا في لجنة المتهمين في ما لا يقل عن 26 محاكمة وتحقيقًا بارزًا آخر مناهضًا للأبارتايد. وفي عام 1969، دافع عن ويني ماديكيزيلا مانديلا و21 آخرين بتهمة انتهاك قانون قمع الشيوعية وقانون المنظمات غير المشروعة. جنبًا إلى جنب مع آرثر شاسكالسون ودينيس كوني، قام أيضًا بتمثيل الاتحاد الوطني لطلاب جنوب إفريقيا إن يو إس إيه إس فايف الذين كلفوا بتعزيز أهداف المؤتمر الوطني الأفريقي والشيوعية في عام 1975.
أصبح بيزوس لاحقًا عضوًا بارزًا في نقابة المحامين في جوهانسبرغ في عام 1978. وكان عضوًا في المجلس الوطني للمحامين من أجل حقوق الإنسان، والذي ساعد في تأسيسه في عام 1979. وكان مستشارًا بارزًا في مركز الموارد القانونية في جوهانسبرج في وحدة التقاضي الدستوري. كما شغل منصب قاض في محكمة استئناف بوتسوانا من عام 1985 إلى عام 1993.

### بعد الأبارتايد
أصبح بيزوس عضوًا في اللجنة القانونية والدستورية (إيه إن سي) للمؤتمر الوطني الأفريقي في عام 1990، وفي المؤتمر من أجل جنوب إفريقيا الديمقراطية (كوديسا) عمل مستشارًا لفرق التفاوض وشارك في صياغة الدستور المؤقت. شارك في صياغة التشريعات، ولا سيما مشروع قانون الحقيقة والمصالحة والتعديلات على قانون الإجراءات الجنائية، لجعله يتماشى مع الفصل 3 من الدستور، بما يضمن حقوق الإنسان الأساسية لجميع مواطني جنوب إفريقيا.
عُين بيزوس مستشارًا قانونيًا في العديد من التحقيقات المتعلقة بوفاة أشخاص رهن الاحتجاز. خلال جلسات استماع لجنة الحقيقة والمصالحة، كان قائد الفريق الذي عارض طلبات العفو نيابة عن عائلات بيكو، وهاني، وغونيوي، وكالاتا، ومكونتو، ومهلولي، وسلوفو، وشون.
عُين بيزوس من قبل الرئيس مانديلا في لجنة الخدمات القضائية في عام 1994. كانت مسؤولة عن التوصية بالمرشحين للتعيين كقضاة، وكذلك اقتراح إصلاحات ما بعد الأبارتايد للنظام القضائي. كان بيزوس قائد فريق حكومة جنوب إفريقيا للقول بأن عقوبة الإعدام كانت غير دستورية، ومستشارًا للجمعية الوطنية في التصديق على الدستور من قبل المحكمة الدستورية. عمل لاحقًا كمستشار قانوني لمانديلا في 2005، أثناء نزاع قانوني مرير مع محامي الأخير السابق إسماعيل أيوب. كما مثّل الرابطة الصينية لجنوب إفريقيا في قضية انتهت في عام 2008 حيث مُنح الصينيون من جنوب إفريقيا وضع «محروم سابقًا»، ما يؤهلهم للحصول على مزايا التمكين الاقتصادي للسود.